# Kaori@livedoor PHOENIX
Kaori@livedoor PHOENIX（カオリ・アット・ライブドアフェニックス）は、かつて存在した日本の女性アイドルグループである。ライブドア（旧社。後のLDH。※同名芸能事務所とは無関係）が手がけたアイドルグループでもある。略称：K@LP

## 概要
- ビクターエンタテインメント、JVCエンタテインメント・ネットワークスとライブドア共同開催のオーディション『とんでもない夏2004』の入賞者3人によって結成。ライブドアのマスコット的存在の期待を込めて、同年設立する予定であったプロ野球球団（球団名：仙台ライブドアフェニックス、会社名：ライブドアベースボール）にちなみ、「ライブドアフェニックス」の名をつけた[1]。
- 「ライブドアフェニックス」の名によって話題にはなったが活動はパッとせず、2006年1月31日をもって解散する。解散後も、たまにメンバーがライブを行っている。

## メンバー
Kaori
フロント担当、7月20日生、163cm B86cm W58cm H84cm
旧芸名：星元香（ほしもと・かおり）。
かつて旧イエローキャブに所属し、巨乳グラビアアイドルグループ「R.C.T.」にて活動。解散後の詳細な活動は不明。
Yukko
2月19生、160cm B88cm W60cm H89cm
別芸名：あべ由紀子
結成前から「あべ由紀子」の芸名でタレント活動を行う。解散後は元の芸名に戻してタレント活動を続行中。
INDY
1月16生、156cm　B82cm W57cm H82cm
解散後の詳細な活動は不明。

## 作品歴
- 「ハートのエースが出てこない」（2005年3月16日）
- 「ムシキング・サンバ!」（2005年6月25日）
「カオリ&ムシキング・アミーゴス」名義[2]、甲虫王者ムシキングEDテーマ